# Salomon Ier de Garni
Salomon ou Solomon Ier de Garni ou Gaṙnec‘i (en arménien Սողոմոն Ա Գառնեցի ) est  Catholicos de l'Église apostolique arménienne de 791 à 792.

## Biographie
Solomon ou Salomon, surnommé ensuite Dzerouni (« le Vieillard »), est né à Garni.
Il est élève au monastère de Makhénots, en Siounie occidentale, dont il devient l'abbé. Il devient célèbre par l’étendue et la profondeur de ses connaissances avant d'être élu Catholicos à un âge très avancé.
Après sa consécration, lorsque le clergé s’inquiète de la manière dont, malgré sa faiblesse physique, il envisage de gérer l’Église, il refuse que son portrait soit joint à ceux de ses prédécesseurs et demande qu’il soit remplacé par un tableau peint en noir afin de symboliser le fait qu’il ne serait que « l’ombre d’un Catholicos ». Il meurt en effet après n’avoir exercé sa charge que pendant à peine une année.